# 綠園站
綠園站位於英國倫敦西敏市，是倫敦地鐵皮卡迪利線、維多利亞線及朱比利線交會的地鐵站，位於綠園北方，接近皮卡迪利街及女王步道路口。
本站屬於倫敦軌道運輸第1收費區。

## 概述
本站於1906年12月15日啟用，作大北方、皮卡迪利及布朗普頓鐵路（今皮卡迪利線）的車站，最初稱為多佛街站，本站於1933年進行改建，於皮卡迪利街南側及史垂頓街口各加蓋一座入口，地下則增設了一座售票廳及數組通往月台的手扶梯，並改為今名。本站及海德公園角站的更新工程完畢後，位於兩站間的唐街（Down Street）站於1932年遭到廢除。
1969年3月7日，維多利亞線的月台正式啟用，與皮卡迪利線間的轉乘則經由上層的售票大廳（但不用走出付費區）。朱比利線的月台則於1979年5月1日啟用，轉乘設施亦於此時得到改善。當時朱比利線往南的下一站是查令十字站，也是當時的南端終站。後來朱比利延伸線自本站始改行往站方向後，查令十字站的朱比利線月台便關閉了，然而舊路軌仍可在路線東段因工停駛時，作為列車的倒車軌道。
1975年10月9日，臨時愛爾蘭共和軍（PIRA；愛爾蘭共和軍激進派）的恐怖份子於本站外引爆炸彈，造成一人死亡。

## 圖片

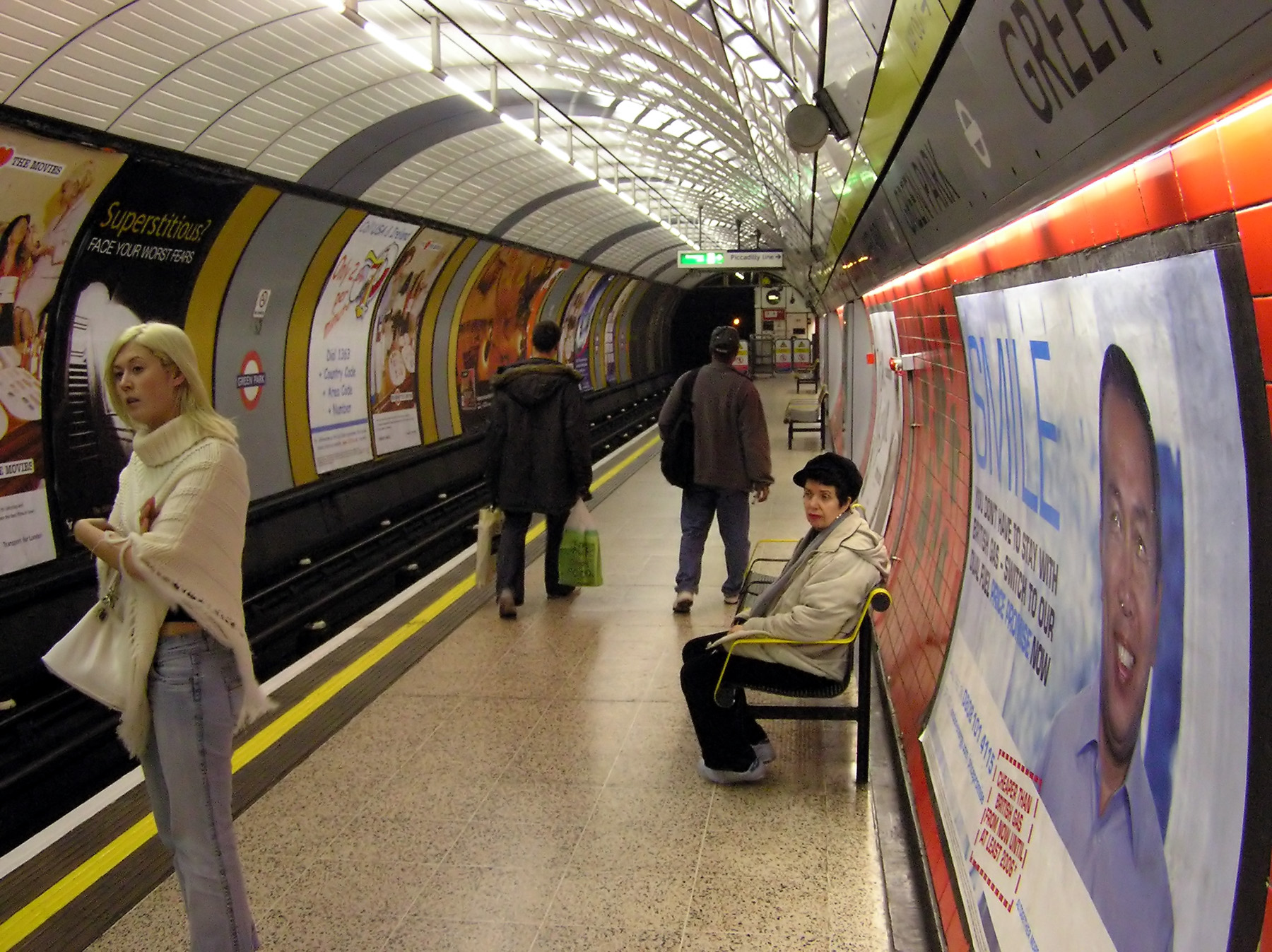
朱比利線月台
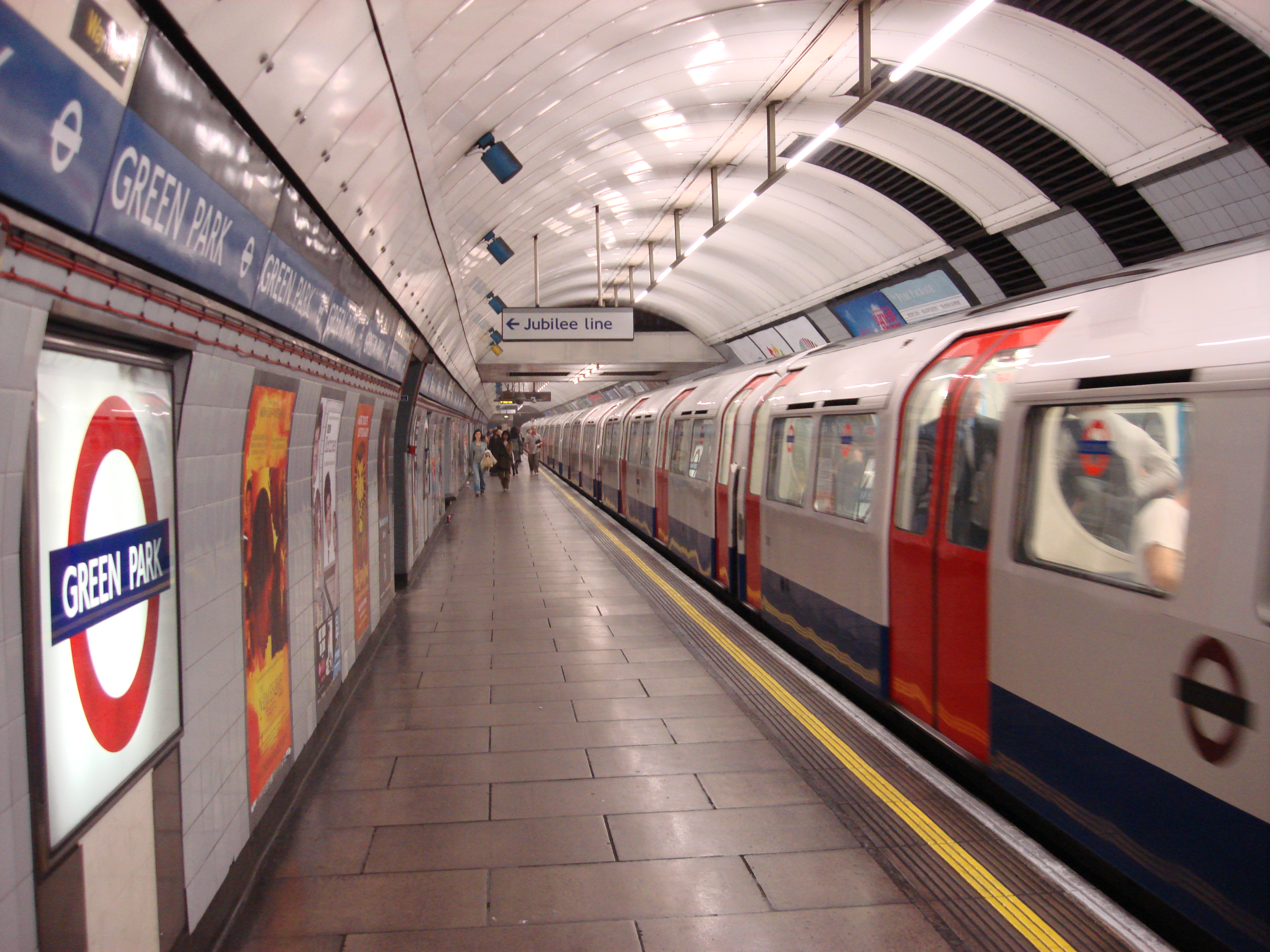
皮卡迪利線月台

## 備注
1. ↑  或音譯為格林公園站